# The Wicked Years
The Wicked Years es una serie de novelas de Gregory Maguire que presentan una versión revisionista de El maravilloso mago de Oz de L. Frank Baum, su adaptación cinematográfica de 1939 y libros relacionados.
Se trata de una visión muy diferente y cínica de Oz que sus representaciones en los libros de L. Frank Baum o en otras adaptaciones. A diferencia de los originales, estos libros están dirigidos de forma limitada a lectores maduros, lo que significa que no están destinados a niños. Este Oz está plagado de muchos problemas sociales como la discriminación contra los animales sensibles (llamados Animales en el libro) y las tensiones raciales entre los diversos grupos étnicos humanos en Oz. Muchos de los protagonistas de El maravilloso mago de Oz se presentan como antagonistas o neutrales.
El primer libro de la serie, Wicked, fue adaptado en un exitoso musical del mismo nombre. En 2024, fue adaptado en una película, basada también en el musical, seguida por una secuela prevista para ser estrenada en 2025.

## Novelas
La serie The Wicked Years consta de cuatro libros:
1. Wicked: Memorias de una bruja mala (1995): Un libro que detalla la vida de la infame villana de los libros de Baum, ahora llamada "Elphaba". Se cuenta a través de las distintas perspectivas de quienes conocieron a Elphaba (que luego sería tildada de la Malvada Bruja del Oeste), una paria que aspiraba a reformarse socialmente y tenía alergia al agua.[2]
2. Hijo de bruja (2005): Detalla la vida del hijo de Elphaba, Liir. Está narrada desde la perspectiva de Liir, que intenta encontrar a su media hermana Nor y, de manera incidental, termina parte del trabajo de Elphaba. Comienza poco después del final de Wicked00.[4]
3. Un león entre hombres (2008): El protagonista es el León Cobarde, ahora llamado "Brrr". Su historia desde la infancia hasta el momento actual del libro se cuenta en paralelo con la historia del oráculo Yackle, que fue presentado en Wicked. Sus historias se superponen con Wicked y Son of a Witch, y la historia transcurre unos ocho años después del final de este último.[4] Este fue el primer libro en introducir el título "Wicked Years".
4. Fuera de Oz (2011): Comienza inmediatamente después del final de A Lion Among Men[4] y se centra en la hija de Liir, Rain. La información promocional decía que la novela "presentará todo tipo de caos mágico, con la Ciudad Esmeralda planeando un ataque a Munchkinland, mientras que el León Cobarde corre por su vida". La joven Dorothy aparece para "algo más que un cameo".[5]

En 2021, el autor continuó la historia con un quinto libro, el cual sería el primero de una serie de tres libros llamada "Another Day":
1. The Brides of Maracoor (2021): Esta novela se centra en la nieta de la malvada bruja, Rain. Las novias de Maracoor forman una especie de comunidad flagelante de cuasi-monjas. Pasan sus días tejiendo, pues su trabajo es trenzar "las redes del tiempo".[6]
2. The Oracle of Maracoor (2022)
3. The Witch of Maracoor (2023)[7]

Elphie, una precuela centrada en la infancia de Elphaba, se lanzará en marzo de 2025.